# Kaposgyarmat
Kaposgyarmat es un pueblo ubicado en el distrito de Kaposvár, en el condado de Somogy, Hungría.

## Superficie
Posee una superficie de 11,07 kilómetros cuadrados.

## Demografía
Hasta 2019 la población era de 85 habitantes, con una densidad de población de 7,678 habitantes por kilómetro cuadrado.